# Assemblée législative de Madère
Pour les autres articles nationaux ou selon les autres juridictions, voir Assemblée législative.
XVe législature
Casa da Alfândega do Funchal
L'Assemblée législative de la région autonome de Madère (en portugais : Assembleia Legislativa da Região Autónoma da Madeira, abrégée en ALRAM) est l'assemblée régionale monocamérale de la région autonome portugaise de Madère

## Système électoral
L'Assemblée législative est composée de 47 sièges pourvus pour quatre ans au scrutin proportionnel plurinominal de liste dans une unique circonscription électorale correspondant au territoire de la région, et répartis selon la méthode D'Hondt.

## Compétences

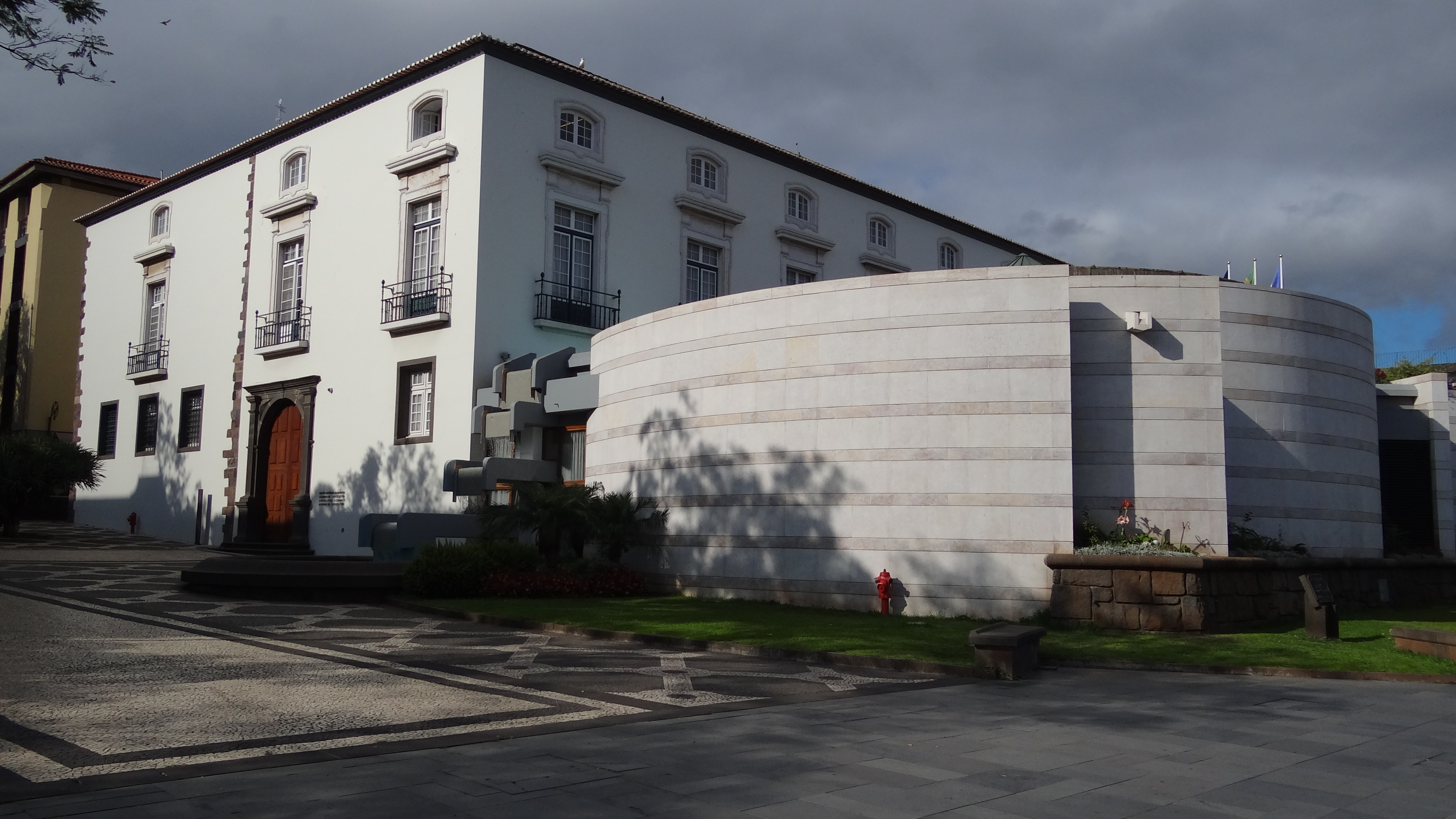
La Casa da Alfândega do Funchal, siège de l'Assemblée législative.

Selon l'article 13 du statut d'autonomie (EPARAM) : « l'Assemblée législative régionale est l'organe représentatif de la population de la région autonome de Madère et exerce le pouvoir législatif et
de contrôle de l'action gouvernementale. ».

### Politiques
Selon les dispositions de l'article 36 du statut d'autonomie, il revient à l'Assemblée de :
- d'approuver le programme du gouvernement régional ;
- d'approuver le plan de développement économique et social régional ;
- d'approuver le budget régional ;
- d'autoriser le gouvernement régional à contracter des emprunts ;
- de fixer la limite des garanties d'emprunt accordées par le gouvernement régional ;
- de voter les motions de confiance et de censure au gouvernement régional ;
- de présenter des propositions de référendum régional ;
- de définir les grandes orientations de l'intervention de la Région dans le processus de construction européenne
- de se prononcer sur les questions relevant de la compétences des organes de souveraineté qui intéressent Madère ;
- de participer à la définition des positions de l'État dans le cadre du processus de construction européenne ;
- de participer au processus de construction européenne.

### Législatives
Selon les dispositions de l'article 37 du statut d'autonomie l'Assemblée est compétente pour : 
- exercer le pouvoir d'élaborer, de modifier ou de retirer des projets ou propositions de modification du statut d'autonomie ;
- exercer l'initiative législative au moyen de propositions de loi ;
- légiférer, dans le respect des principes fondamentaux des lois de la République et avec autorisation de l'Assemblée de la République, dans des domaines d'intérêt régional qui ne sont pas réservés aux organes de souveraineté comme compétences propres ;
- développer, selon l'intérêt régional, les lois de bases dot le domaine n'est pas réservé à la compétence de l'Assemblée de la République ;
- exercer le pouvoir fiscal et adapter la fiscalité aux spécificités régionales ;
- créer et supprimer des collectivités locales ;
- promouvoir des villages au rang de ville ou cité ;
- créer des services publics personnalisés, des instituts, des fonds ou entreprises publics exerçant une activité exclusive ou prédominante dans la Région ;
- définir les actes illicites de caractère administratif et les sanctions afférentes.